# محمد ناصر عباس
محمد ناصر عباس (انگلیسی: Mohamed Nasir Abbas؛ زادهٔ ۱۹۹۶) دونده سرعت و نیمه‌استقامت اهل قطر است.